# Platypalpus eshowensis
Platypalpus eshowensis är en tvåvingeart som beskrevs av Smith 1969. Platypalpus eshowensis ingår i släktet Platypalpus och familjen puckeldansflugor. Inga underarter finns listade i Catalogue of Life.